# Красюк, Иван Андреевич
Ива́н Андре́евич Красю́к (15 июля 1923, Песчаный Брод, Одесская губерния — 14 января 2007, Тольятти, Россия) — советский промышленник, первый генеральный директор «Куйбышевазота», почётный гражданин Тольятти.

## Биография
Родился в крестьянской семье. В октябре 1939 года из 10 класса был направлен на краткосрочные курсы подготовки учителей младших классов. С января по март 1940 года работал воспитателем в детском доме. С марта 1940 по август 1941 — работал учителем начальной школы.
В августе 1941 года Кировоградская область оказалась оккупирована немецкими войсками в ходе Великой Отечественной войны. С этого времени и по 1943 год находился на оккупированной территории. В сентябре 1943 года перешёл линию фронта. После проверки и обучения в запасном полку первичной подготовки был зачислен в 2-ю гвардейскую моторазведроту, в которой и прослужил до конца войны и демобилизации.
Боевой путь проходил по Украине, Молдавии, Румынии, Польше, Германии, закончился в Праге. За годы службы Иван Красюк трижды был ранен, дослужился до помощника командира взвода и звания гвардии старшего сержанта. В октябре 1945 года был демобилизован.
Обучался на подготовительных курсах по программе среднего образования, был принят на первый курс Днепропетровского химико-технологического института.

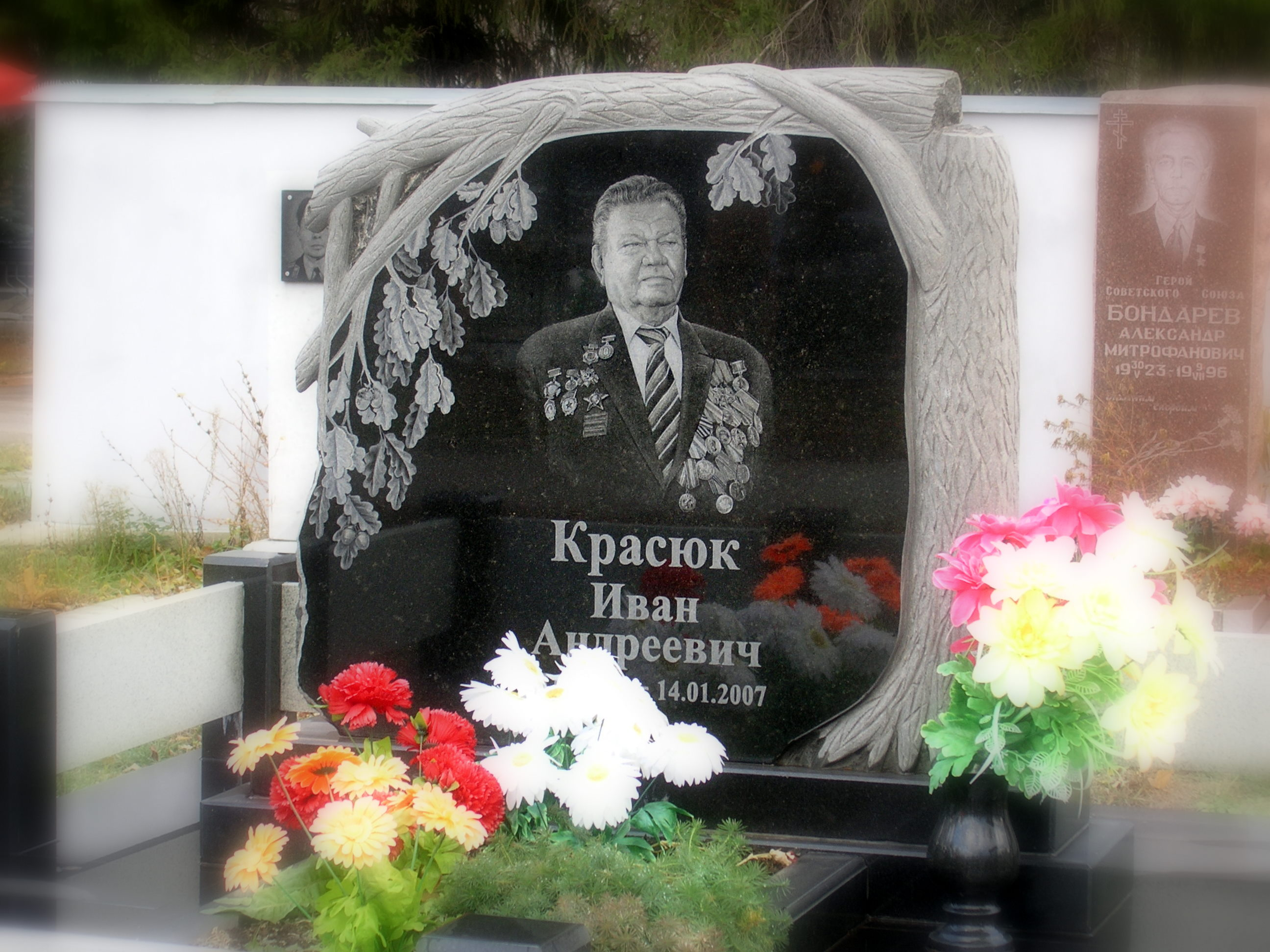
Могила Ивана Красюка на Баныкинском кладбище

В августе 1951 годы инженер-механик химических производств Иван Красюк был принят на салаватский нефтехимкомбинат, где работал на должностях старшего инженера, начальника цеха, главного механика завода, заместителя главного инженера комбината — начальника производства аммиака и карбамида.
В октябре 1964 года стал первым директором Куйбышевского азотнотукового завода, а в 1974 году стал генеральным директором ПО «Куйбышевазот». Под его руководством формировалось ядро химических предприятий города, он руководил строительством крупнейшего в мире завода по производству аммиака — ТОАЗа, во многом для сотрудников которого был полностью перестроен Комсомольский район Тольятти, где строились объекты соцкульбыта, прокладывались тепловые сети, сооружались новые электроподстанции, транспортные линии, системы водоснабжения.
Был женат, супруга Майя, дочь Елена, сын Евгений.
В 1987 году Иван Красюк вышел на пенсию, однако продолжал принимать активное участие в работе и жизни предприятия.
Скончался в 2007 году, похоронен на Баныкинском кладбище Тольятти.

## Награды и звания
- Орден Октябрьской революции;
- Орден Отечественной войны I степени;
- Орден Трудового Красного Знамени;
- Орден Красной Звезды;
- Медали «За отвагу», «За боевые заслуги», «За победу над Германией», «За освобождение Праги».
- Присвоено звание «Заслуженный химик РСФСР».
- За особые заслуги перед городским сообществом решением Тольяттинской городской Думы от 6 мая 1998 года № 295 Ивану Андреевичу было присвоено звание «Почётный гражданин города Тольятти».[3]

## Память

Памятник Ивану Красюку перед проходной завода

- После смерти Красюка на КуйбышевАзоте был создан благотворительный фонд имени первого генерального директора предприятия. Финансирование фонда осуществляется из средств ОАО «КуйбышевАзот», благотворительных взносов спонсоров, и других источников. Одним из направлений деятельности фонда является поддержка учащейся молодёжи, для чего в 2009 году была создана именная стипендия, на которую могут претендовать студенты-химики Тольяттинского химико-технологического колледжа, Тольяттинского государственного университета и Самарского государственного технологического университета. С 2011 года на получение стипендии претендуют и школьники, выбравшие химию в качестве профильного предмета в старших классах и показавшие успехи в этой области (это победители олимпиад по химии, участники научных конференций, форумов, занявшие 1-3 места).[4][5] Ещё одним направление фонда является проведение городских, региональных и отраслевых акций. Так осенью 2008 года на КуйбышевАзоте состоялась международная конференция, посвящённая вопросам производства селитры и карбамида.
- В рамках деятельности фонда был проведён конкурс на проект памятника Ивану Красюку, который был открыт 15 июля 2009 года у проходной завода. Победителем стала скульптор Елена Василик. Памятник создавался на средства предприятий города ОАО «Тольяттиазот», ЗАО «ВАО Агрохимэксперт», ОАО НСУ «Монтажхимзащита» (Новокуйбышевск), ОАО ТФ «Теплоизоляция», ООО «Азотремстрой», а также на пожертвования нескольких сотен работников завода.
- В 2015 году в Тольятти одна из улиц города была названа именем Ивана Красюка[6].